# جراحی جنین
جراحی جنین که با عنوان جراحی ترمیمی جنین و جراحی پیش از تولد نیز شناخته می‌شود، شاخه رو به رشدی از پزشکی مادر-جنین است که طیف وسیعی از تکنیک‌های جراحی را پوشش می‌دهد که برای درمان نقایص مادرزادی در جنین‌هایی به‌کار می‌روند که هنوز در رحم مادر باردار هستند.
سه نوع اصلی از این جراحی وجود دارد: جراحی باز جنین، که شامل باز کردن کامل رحم برای جراحی روی جنین است. جراحی فتوسکوپی کم‌تهاجمی که از برش‌های کوچک استفاده می‌کند و توسط فتوسکوپی و سونوگرافی هدایت می‌شود. روش سوم، درمان جنین از راه پوست، که شامل قرار دادن کاتتر تحت هدایت سونوگرافی مداوم است.
مداخله درمانی روی جنین، علمی نسبتاً جدید است. فناوری‌های پیشرفته امکان تشخیص زودهنگام و دقیق‌تر بیماری‌ها و مشکلات مادرزادی در جنین را فراهم می‌کند.
جراحی جنین عمدتاً از رشته‌های جراحی، پزشکی زایمان و پزشکی زنان و اطفال، فوق تخصص‌های نوزادان (مراقبت از نوزادان به ویژه نوزادان پرخطر)، پزشکی مادر و جنین (مراقبت از بارداری‌های پرخطر) و جراحی کودکان نشأت می‌گیرد. این نوع جراحی نیازمند اتاق‌های عمل و تجهیزات مناسب و تعداد زیادی جراح و پزشک، متخصص، پرستار، درمانگر و تیم مددکاری اجتماعی و مشاوره است.
اکثر مشکلات جنین، نیازی به جراحی ندارند یا قابل درمان نیستند. استثناها در این رابطه، مشکلات آناتومیکی هستند که اصلاح داخل رحمی در مورد آن‌ها امکان‌پذیر است و ممکن است در رشد و بقای جنین در آینده مفید باشد. اصلاح زودهنگام (پیش از تولد) این مشکلات، احتمالاً شانس یک نوزاد سالم و نسبتاً طبیعی را افزایش می‌دهد.
زن باردار در طول هر نوع مداخله جنینی همانند جنین، خطراتی را متحمل می‌شود. علاوه بر خطر کلی که هر عمل جراحی دارد، خطری برای سلامت رحم مادر نیز وجود دارد که به‌طور بالقوه توانایی او را برای بچه‌دار شدن مجدد محدود کند. این خطر بیشتر از عمل سزارین انتخابی است زیرا:
- برش، معمولاً یک برش عمودی کلاسیک خواهد بود، با خطر بیشتر عوارض در بارداری‌های بعدی.
- طول مدت جراحی جنین طولانی‌تر از سزارین است.
- زایمان نوزاد روزها یا هفته‌ها بعد به سزارین دوم نیاز دارد.[نیازمند شفاف‌سازی]

## انواع

### جراحی باز جنین

#### تکنیک
توکولیتیک‌ها معمولاً برای جلوگیری از زایمان تجویز می‌شوند. با این حال، اگر خطر برای جنین در داخل رحم بیشتر از زایمان باشد، مانند عفونت داخل رحمی، خونریزی واژینال غیرقابل توضیح و برخی مشکلات جنین، این داروها نباید تجویز شوند.
جراحی باز جنین از بسیاری جهات شبیه به سزارین است که تحت بیهوشی عمومی انجام می‌شود، با این تفاوت که جنین، متصل به جفت باقی می‌ماند و به رحم بازمی‌گردد. هیستروتومی بر روی زن باردار انجام می‌شود و پس از باز شدن رحم و نمایان شدن جنین، عمل جراحی جنین آغاز می‌شود. به‌طور معمول، این جراحی شامل یک روش موقت است که به جنین اجازه می‌دهد تا زمانی که به اندازه کافی بالغ شود تا بتواند از زایمان و روش‌های جراحی نوزادی زنده بماند، در رحم باقی بماند.
پس از اتمام جراحی جنین، جنین دوباره داخل رحم قرار می‌گیرد و رحم و دیواره شکم بسته می‌شود. پیش از انجام آخرین بخیه در دیواره رحم، مایع آمنیوتیک جایگزین می‌شود. مادر به مدت ۳ تا ۷ روز برای نظارت در بیمارستان می‌ماند. بیشتر نوزادانی که با این روش عمل شوند، زودرس هستند.

#### ایمنی و عوارض
اولویت اصلی در جراحی جنین، ایمنی مادر و در درجه دوم پرهیز از زایمان زودرس و دستیابی به اهداف جراحی است. در سال ۲۰۰۸، جراحی باز جنین، پس از حدود ۱۸ هفته بارداری به‌دلیل اندازه و شکنندگی جنین پیش از آن و تا پیش از هفتهٔ ۳۰اُم بارداری به‌دلیل افزایش خطر زایمان زودرس و عملاً ترجیح برای زایمان و جراحی پس از آن، محدود بود. خطر زایمان زودرس با عوامل خطرساز همزمان مانند حاملگی چند قلو، سابقه سیگار کشیدن مادر، و سن مادر بسیار جوان یا پیر افزایش می‌یابد.
ثابت شده‌است که عمل جراحی باز جنین به‌طور منطقی برای مادر بی‌خطر است. برای جنین، ایمنی و اثربخشی متغیر است و به روش، دلایل انجام عمل و سن حاملگی و وضعیت جنین بستگی دارد.
با توجه به مطالعه‌ای در ایالات متحده در سال ۲۰۰۳ میزان مرگ و میر جنین‌ها پس از جراحی باز، حدود ۶ درصد برآورد شده‌است.
پس از جراحی باز جنین، تمام بارداری‌های آینده برای مادر، به‌دلیل هیستروتومی نیاز به زایمان سزارین دارد. با این حال، در این رابطه هیچ اطلاعاتی مبنی بر کاهش میزان باروری برای مادر وجود ندارد.

#### نتایج
نقص لوله عصبی (NTD) که در روز بیست و هشتم بارداری قابل مشاهده است، زمانی رخ می‌دهد که لوله عصبی جنینی به درستی بسته نمی‌شود، مغز در حال رشد و نخاع آشکارا در معرض مایع آمنیوتیک قرار می‌گیرند و در نتیجه باعث ایجاد بافت‌های عصبی تخریب‌شده می‌شود. ترمیم پیش از تولد مهره‌شکاف (اسپینا بیفیدا سیستیکا) از سال ۲۰۱۱، یک گزینه رو به رشد در ایالات متحده است. اگرچه این روش از نظر فنی چالش‌برانگیز است، اما کودکانی که با جراحی باز جنین درمان می‌شوند، در مقایسه با کودکانی که نقص‌هایشان در مدت کوتاهی پس از تولد ترمیم می‌شود، به‌طور قابل‌توجهی بهبود پیدا می‌کنند. کودکانی که جراحی جنین داشته‌اند، دو برابر بیشتر از کودکانی که پس از زایمان جراحی شده‌اند، در ۳۰ ماهگی به‌طور مستقل راه می‌روند. در نتیجه، ترمیم باز جنینی اسپینا بیفیدا در حال حاضر به عنوان استاندارد مراقبت در مراکز تخصصی جنین در نظر گرفته می‌شود.
سایر شرایطی که به‌طور بالقوه با جراحی باز جنین درمان می‌شوند عبارت‌اند از:
- فتق مادرزادی دیافراگم (اکنون احتمال بیشتری وجود دارد که با جراحی آندوسکوپی جنین درمان شود)
- ناهنجاری آدنوماتوئید کیستیک مادرزادی
- نقص مادرزادی قلب
- سکته ریوی
- تراتوم خاجی‌دنبالچه‌ای

### جراحی جنین کم‌تهاجمی
ثابت شده‌است که جراحی فتوسکوپی کم‌تهاجمی برای برخی از مشکلات جنین مفید است.
- سندرم انتقال خون دوقلوها
- مهره‌شکاف - بسته شدن ناهنجاری به روش فتوسکوپی. گفته می‌شود که ترمیم پیش از تولد ضایعهٔ مهره‌شکاف (اسپینا بیفیدا) از طریق این رویکرد منجر به عوارض کمتری برای مادر می‌شود،[۷]

## تاریخچه
تکنیک‌های جراحی جنین، نخستین بار در دانشگاه کالیفرنیا، سان‌فرانسیسکو در سال ۱۹۸۰ با استفاده از مدل‌های حیوانی توسعه یافت.
در ۲۶ آوریل ۱۹۸۱، نخستین جراحی موفقیت‌آمیز جنین باز انسان در جهان در دانشگاه کالیفرنیا، سان‌فرانسیسکو به سرپرستی دکتر مایکل هریسون انجام شد. جنین مورد نظر دارای هیدرونفروز مادرزادی بود، انسدادی در دستگاه ادراری که باعث گستردگی خطرناک کلیه می‌شد. برای تصحیح این مشکل، وزیکوستومی با قرار دادن کاتتر در جنین انجام شد تا ادرار به‌طور طبیعی آزاد شود. خود انسداد نیز پس از تولد با جراحی برداشته شد.
در سال‌های بعد، پیشرفت‌های بیشتری در این رابطه حاصل شده‌است. تکنیک‌های جدید، امکان درمان نقایص اضافی و روش‌های کمتر تهاجمی مداخله جراحی جنین را فراهم کرده‌است.